# MA-1

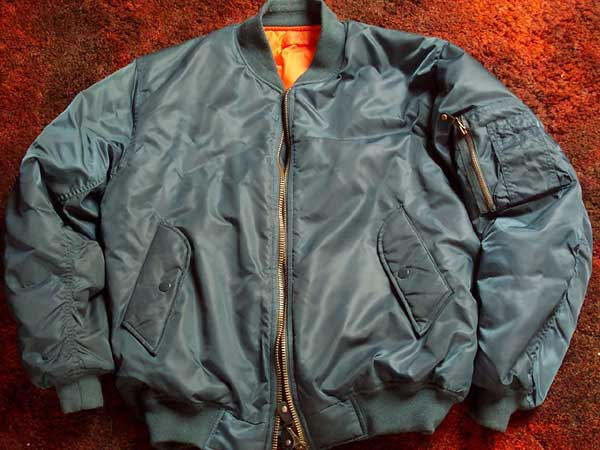
MA-1フライトジャケット

MA-1は、フライトジャケットの一種である。アメリカ軍における軍用品規格番号はMIL-J-8279からMIL-J-8279Gまでの八つ。アルファ・インダストリーズ製のものが広く流通しているが、他にスカイラインクロージング等の軍納入業者の物が確認されている。読み方はエムエーワンだがマーワン、マースト、エムワン等と語呂良く呼ばれることが多い。

## 導入の背景
軍用機の多くがプロペラ機からジェット機に移行するに従って飛行高度も高くなり、フライトジャケットに付着した水分が氷結して乗組員の活動の妨げになることがわかったため、それまでの革製フライトジャケットではなくナイロン製のフライトジャケットが考案された。1950年代初頭に、先行するB-15型フライトジャケットの後継としてアメリカ空軍が開発したのが、このMA-1型フライトジャケット（ボマージャケット）である。

## 特徴
狭い軍用機内で様々な機材や機器にひっかからないよう、極めてシンプルな外見を与えられている。また、後ろ身頃の丈が前身頃（腹側）より短くなるようにされている点にも特徴がある。これは航空機のシートに座った際に、尻と腰の間に生地が挟み込まれないためである。
1stタイプから始まり、5回目の改良で生まれたDタイプではリバーシブルで、外側はセージ・グリーン（Sage Green ）というくすんだ緑色になっている。
内側はインディアン・オレンジというエマージェンシーカラーの橙色が採用される。
脱出または墜落した場合、ジャケットを裏返して着用し、救出部隊に発見されやすくするためである。
インターミディエイトゾーン用、すなわち10℃から-10℃の気温で着用される。フライトジャケットだがグランドクルーの防寒用ジャンパーとしても使用された模様である。縫製は極端に目の詰まった縫製が縫い目に奥のシワを生み出し、このシワがインナーライナーを固定するとともに保温効果も出している。
斜めにカットされたハンドウォーマー、上腕部にシガーポケットとペンホルダーを装備するなど独特のデザインになっている。
アメリカ海軍やアメリカ陸軍にも採用され、1950年代から1980年代を通じフライトジャケットの定番となった。派生型として、フードが付けられたN-2Bタイプや、更に丈が長いコートタイプのN-3Bタイプ、中綿がないL-2Bタイプがある。